# Izquierda comunista germano-holandesa
La izquierda comunista germano-holandesa es una corriente marxista nacida al seno del movimiento comunista internacional, y principalmente constituida por el Partido Comunista Obrero de Alemania (KAPD) y el Partido Comunista Obrero de los Países Bajos (KAPN).

## Historia
Los dos principales teóricos de esta corriente son Anton Pannekoek y Herman Gorter, ambos holandeses pero cuya influencia fue muy importante dentro del Partido comunista de Alemania (KPD) fundado a finales de 1918 principalmente por Rosa Luxemburg y Karl Liebknecht. Inicialmente, esta corriente está totalmente en línea con el movimiento comunista mundial. Pero rápidamente, esta corriente entra en desacuerdo con algunas de las orientaciones de la Internacional comunista (IC), en particular sobre "la cuestión sindical" y sobre "la cuestión parlamentaria". La izquierda germano-holandesa considera que los sindicatos, que durante la Primera Guerra Mundial dieron un apoyo masivo a la Unión Nacional, se han convertido en órganos de la clase dominante que es imposible reconquistar para convertirlos en instrumentos de la clase obrera. En este sentido, rechaza la política de la IC que pide a los comunistas que hagan un trabajo dentro de los sindicatos, incluso los más reaccionarios, con el fin de disputar la dirección a los elementos reformistas y vendidos a la burguesía o, al menos, para llegar a tantos trabajadores como sea posible. Llama por consiguiente a los obreros a abandonar los sindicatos y a reunirse en los Consejos obreros. 
Asimismo, en la cuestión parlamentaria, la izquierda germano-holandesa rechaza la política del llamado “parlamentarismo revolucionario” defendido por la Internacional Comunista. Esta política denuncia al Parlamento como un órgano exclusivo de la burguesía y refuta la idea de que de alguna manera puede servir para derrocar a esta última, pero llama a la participación en las elecciones y en el Parlamento para utilizarlo como una "plataforma" para alcanzar las masas trabajadoras, así como "destruir el Parlamento desde adentro".
Lenin criticó las posiciones de la Izquierda germano-holandesa, al igual que aquellas de la izquierda italiana en su folleto La enfermedad infantil del izquierdismo en el comunismo a la cual responde Herman Gorter en una Carta abierta al camarada Lenin.